# غيم بوي برينتر
غيم بوي برينتر (بالإنجليزية: Game Boy Printer)‏ هو ملحق (إكسسوار) طابعة حرارية أصدرته شركة نينتندو في عام 1998 وتوقف عن الإنتاج في أوائل عام 2003. غيم بوي برينتر متوافقة مع جميع أنظمة غيم بوي باستثناء غيم بوي مايكرو وهي مصممة للاستخدام مع غيم بوي كاميرا. كما أنها تطبع صورًا من ألعاب الجيل الأخير المتوافقة غيم بوي وغيم بوي كولر (المدرجة أدناه). تعمل على ست بطاريات AA ويستخدم ورقًا حراريًا بعرض 38 مم مع دعم لاصق، يباع بألوان الأبيض والأحمر والأصفر والأزرق. في اليابان، صدرت نسخة بوكيمون صفراء زاهية من الملحق، تحتوي على زر تغذية بأسلوب كرة بوكي.

## الورق الحراري
| عرض اللفة           | قطر اللفة                            | قطر محور المغزل المركزي | الطول غير المقيد                    |
| ------------------- | ------------------------------------ | ----------------------- | ----------------------------------- |
| 38.0 ملم 1.5.0 بوصة | 29.5 إلى 30.0 ملم 1.16 إلى 1.18 بوصة | 12.0 ملم 0.47 بوصة      | 390.0 - 400.0 سم 153.5 - 157.5 بوصة |

صدرت لفات إعادة تعبئة الورق الحراري المصنّعة من شركة نينتندو مع غيم بوي برينتر في عام 1998، بألوان الأبيض والكريمي والأزرق والأصفر والأحمر، وكلها تحتوي على دعامة لاصقة متكاملة. كان عرض اللفة 38 مم وقطر اللفة 30 مم، مع محور دوران من الورق المقوى الأحمر بقطر 12 مم. يبلغ طول اللفة النموذجية 390-400 سم. بعد تشغيل الطابعة، يضغط على مقطع في الجزء الخلفي من غلاف إعادة التعبئة باللون الرمادي الشفاف البارز، مما يسمح برفعها بعيدًا. تُدخَل لفة الورق الحراري مقلوبة رأسًا على عقب، ونهاية غير مكشوفة متجهة لأسفل، مع فتح هذه النهاية في فتحة رفيعة. يتم بعد ذلك الضغط / الضغط على زر «التغذية» باللون العنابي، والذي يعمل على تشغيل محرك الامتصاص، ويسحب الورق عبر فتحة الخروج المجاورة لشعار الطابعة. يحتوي هذا على أداة تسنن مدمجة، مما يسمح بنسخ المطبوعات النهائية بطريقة متعرجة من تغذية الورق الرئيسية. يتسبب سحب الورق بالقوة في عكس اتجاه التغذية في حدوث تلف دائم للتروس داخل آلية التغذية.
عندما تطبع صورة من غيم بوي كاميرا، فإنها تطبع بهامش 5 مم أعلى وأسفل الصورة وتطبع الصورة بارتفاع 23 مم. سيعطي هذا إجمالي ارتفاع 33 مم لكل صورة. على الرغم من أن إعلانات إعادة الملء على العلبة تضم 180 صورة لكل لفة، إلا أن اللفة النموذجية في الواقع يمكن أن تطبع فقط ما بين 118 و 121 صورة.
بيعت الطابعة في متجر نينتندو الإلكتروني الرسمي (كحزم ثلاثية من لفات زرقاء وكريمة وبيضاء) حتى عام 2007، أصبح من الصعب الآن الحصول على ورق حراري بديل رسمي يحمل علامة غيم بوي. حتى القوائم الرسمية الجديدة والمختومة وغير المفتوحة تتحلل بسرعة نسبيًا بمجرد فتحها (إذا خُزِّنَت بشكل صحيح ولم يفشل ختمها). ومع ذلك، فقد عانى معظمهم من التدهور أثناء التخزين بسبب تفاعل كيميائي بين الورق الحراري وطبقة الدعم اللاصقة. نظرًا لطبيعة الملكية للدعامة اللاصقة، والورق الحراري البديل الذي يمكن أن يلتصق بالأسطح مرة واحدة الطباعة عليها (بما في ذلك العلامات التجارية مثل «ماكس ستيك») باهظة الثمن.
بدلاً من ذلك، يمكن استبدال لفات الورق الحراري بنجاح ببدائل 38 مم × 4 م، مع أو بدون نوى مغزل («أقل نواة»)، دون تداعيات على الطابعة. تتوافق هذه اللفات أيضًا مع بعض الآلات الحاسبة اليدوية للطباعة، مثل كانون تي بي-8 وتكساس إنيترومينتس 5000-2008 وشارب 8180 وكاسيو إف إكس-802. بدلاً من ذلك، يمكن قص أو قص البكرات العريضة (مثل 57 مم × 30 مم × 12.7 مم) إلى 38 مم، وتعمل دون مشكلة.
يرجى ملاحظة، مع ذلك، أنه نظرًا للقيود المتأصلة في الورق الحراري، ستتلاشى الصور المطبوعة على الورق الحراري بمرور الوقت (يعتمد هذا بشكل كبير على متغير الورق الحراري المستخدم، وقد يكون قصيرًا مثل بضعة أشهر، أو بدلاً من ذلك بضع سنوات) حتى تصبح الورقة فارغة تقريبًا. يمكن عادةً إعادة استخدام الورق في هذه الحالة طالما أن طول الشريط طويل بما يكفي ليُغَذَّى يدويًا في عملية السحب.
من غير المعروف ما إذا كانت ورق غيم بوي برينتر الأصلية تحتوي على المواد الكيميائية بيسفينول A أو نظيرتها بيسفينول S. كانت تُستخدم سابقًا على نطاق واسع في البلاستيك وورق الإيصالات الحرارية نظرًا لمقاومتها للحرارة واستقرارها، ويتم حاليًا التخلص التدريجي من طلاء الورق الحراري بسبب تراكمها في الجسم الحي (عن طريق الامتصاص المباشر عن طريق الجلد) وما ينتج عن ذلك من محاكاة للإستروجين واضطراب الغدد الصماء. عادةً ما تشير بدائل لفات الورق الحراري الحديثة، أو الشركات المصنعة لها، بوضوح إلى ما إذا كانت خالية من مادة بيسفينول [خالية من BP].

## البروتوكول
يُتَّصَل بين غيم بوي وغيم بوي برينتر عبر رابط تسلسلي بسيط. الساعة التسلسلية (مقدمة من غيم بوي للطابعة)، إخراج البيانات التسلسلية (من غيم بوي إلى الطابعة) بالإضافة إلى إدخال البيانات التسلسلية (إلى غيم بوي من الطابعة). يرسل غيم بوي حزمة إلى الطابعة، والتي تستجيب لها الطابعة بإقرار بالإضافة إلى رمز الحالة.

### تنسيق الحزمة
يُتَّصَل عبر غيم بوي الذي يرسل إلى الطابعة بنية حزمة بسيطة كما هو موضح أدناه. بشكل عام، بين أول "sync_word" حتى المجموع الاختباري هو غيم بوي الذي يتواصل مع الطابعة. آخر وحدتي بايت من الحزمة مخصصان للطابعة للإقرار وإظهار رمز الحالة الحالي الخاص بها.
| موضع البايت         | 0         | 1         | 2          | 3           | 4              | 5              | 6+X        | 6+X+1      | 6+X+2      | 6+X+3  | 6+X+4      |
| ------------------- | --------- | --------- | ---------- | ----------- | -------------- | -------------- | ---------- | ---------- | ---------- | ------ | ---------- |
| الحجم               | 2 بايت    | 2 بايت    | 1 بايت     | 1 بايت      | 1 بايت         | 1 بايت         | متغير      | 2 بايت     | 2 بايت     | 1 بايت | 1 بايت     |
| الوصف               | SYNC_WORD | SYNC_WORD | COMMAND    | COMPRESSION | DATA_LENGTH(X) | DATA_LENGTH(X) | حمولة      | CHECKSUM   | CHECKSUM   | ACK    | STATUS     |
| غيم بوي إلى الطابعة | 0x88      | 0x33      | انظر أدناه | انظر أدناه  | بايت منخفض     | بايت مرتفع     | انظر أدناه | انظر أدناه | انظر أدناه | 0x00   | 0x00       |
| الطابعة إلى غيم بوي | 0x00      | 0x00      | 0x00       | 0x00        | 0x00           | 0x00           | 0x00       | 0x00       | 0x00       | 0x81   | انظر أدناه |

- قد يكون الأمر إما تهيئة (0x01) أو بيانات (0x04) أو طباعة (0x02) أو استعلام (0x0F).
- يعتمد حجم عدد بايتات الحمولة على قيمة الحقل "DATA_LENGTH".
- حقل الضغط هو مؤشر ضغط. لا يوجد ضغط = 0x00
- المجموع الاختباري هو مجموع بسيط من البايتات في الأمر وطول البيانات وحمولة البيانات.
- بايت الحالة هو بايت حقل بت يشير إلى حالة مختلفة للطابعة نفسها. (على سبيل المثال، إذا كانت لا تزال تطبع)

### الأوامر

#### تهيئة (0x01)
- حجم الحمولة النموذجي = 0

تُرسَل هذه الحزمة بدون حمولة بيانات. يشير إلى الطابعة لمسح الإعدادات والاستعداد لحمولة البيانات الأولى.

#### بيانات (0x04)
- حجم الحمولة النموذجي = 640

تُستخدم حزمة البيانات لنقل بيانات الصورة إلى المخزن المؤقت لبيانات الطابعة. الحجم النموذجي لحمولة البيانات هو 640 بايت حيث يمكنها تخزين صفين قابلين للطباعة من 20 قطعة قياسية من لوحة غيم بوي (لون 2 بت في شبكة 8x8 بكسل)، والتي تأخذ منها لوحة غيم بوي 16 بايت.

#### طباعة (0x02)
- حجم الجمولة النموذجي = 4

يأمر هذا الطابعة ببدء الطباعة. كما أن لديها 4 بايت إعدادات للطباعة.
| بايت الحمولة | النوع           | القيمة النموذجية | ملاحظات   |
| ------------ | --------------- | ---------------- | --------- |
| 0            | مجهول           | 0x1              |           |
| 1            | هوامش الطباعة   | ?                |           |
| 2            | لوحة            | 0xE4             |           |
| 3            | قوة رأس الطباعة | ?                | قيمة 7 بت |

#### استعلام (0x0F)
- حجم الحمولة النموذجي = 0

يُستخدم لفحص بايت حالة الطابعة. قد يكون هذا للتحقق مما إذا كان هناك بيانات كافية في المخزن المؤقت للطابعة لبدء الطباعة بسلاسة أو ما إذا كانت الطابعة تقوم بالطباعة حاليًا.

### بايت الرد على حالة الطابعة
| X بت | المعنى موقف بايت الحالة |
| ---- | ----------------------- |
| 7 بت | البطارية منخفضة جدًا     |
| 6 بت | خطأ آخر                 |
| 5 بت | انحشار ورقي             |
| 4 بت | خطأ في الحزمة           |
| 3 بت | البيانات غير المعالجة   |
| 2 بت | بيانات الصورة كاملة     |
| 1 بت | الطابعة مشغولة          |
| 0 بت | خطأ أختباري             |

## الاستخدام اليوم
باع ماد كاتز وإكس تشاينجر مجموعة تمكن المستخدمين من توصيل غيم بوي بجهاز حاسوب وطباعة الصور باستخدام طابعة الحاسوب الشخصي. يمكن للهواة خارج المملكة المتحدة أيضًا صنع كابل خاص بهم لتحميل الصور على أجهزة الحاسوب الخاصة بهم. هناك حاجة إلى محاكي غيم بوي برينتر حتى يتفاعل غيم بوي مع الكمبيوتر بمجرد توصيله عبر الكابل. كما أُوقِفَ إصدار ورق غيم بوي برينتر، وأصبح العثور على لفات من المقالة الأصلية التي لا تزال تنتج صورة موثوقة أكثر صعوبة. يمكن قص الورق الحراري العادي، مثل النوع المستخدم في نقاط البيع الطرفية، إلى العرض المناسب واستخدامه بنجاح مع غيم بوي برينتر.
سيقوم النظام بطباعة رسالة اختبار تقرأ «مرحبًا» إذا شُغِّلَت أثناء الضغط على زر التغذية. وفقًا للدليل، يستخدم هذا لاختبار ما إذا كانت الطابعة تعمل بشكل صحيح. للتجول في استخدام ست بطاريات AA (1.5 فولت لكل منهما) للطابعة، يمكن استخدام بطارية واحدة 9 فولت إذا كانت موصلة بأسلاك بشكل صحيح، لأن الطابعة تتطلب 9 فولت تيار مستمر.[بحاجة لمصدر]

## الملاحظات
1. ↑  صدرت في اليابان بإسم: بوكيت برينتر (بالإنجليزية: Pocket Printer‎؛ باليابانية: ポケットプリンタ؟)